# Myrmelachista guyanensis
Myrmelachista guyanensis är en myrart som beskrevs av Wheeler 1934. Myrmelachista guyanensis ingår i släktet Myrmelachista och familjen myror. Inga underarter finns listade i Catalogue of Life.